# سیارک ۲۷۹۵۸
سیارک ۲۷۹۵۸ (به انگلیسی: 27958 Giussano، نامگذاری:1997RP9)۲۷۹۵۸مین سیارک کشف شده‌است که در ۰۹ سپتامبر ۱۹۹۷ کشف شد.